# Патолли
Патолли — настольная игра, распространённая среди ряда народов Доколумбовой Америки, в том числе среди майя и ацтеков. Была популярна как среди простолюдинов, так и среди знати. Ацтекское слово «патолли» означает «боб». Некоторые исследователи считают её тождественной древнеиндийской игре пачиси, в то время как другие находят такое сходство чисто визуальным.

## История
Игра была азартной, игроки почти всегда делали крупные ставки, в качестве которых могли выступать любые предметы и товары. После испанского завоевания игра патолли была описана в ряде созданных католическими монахами кодексов, при этом оказавшись под строжайшим запретом.

## Правила игры
Играли в игру обычно вдвоём или вчетвером, хотя теоретически число участников могло быть любым. У каждого из них имелись игровые «фишки» того или иного цвета (различного для каждого игрока, обычно красного и голубого) в количестве пяти (реже шести) штук. Игра проходила на игровом поле крестообразной формы, которое было разделено на 52 клетки, 4 центральных были «специальной областью». Поле могло рисоваться на циновке красителями или же вырезаться на столе, специально предназначенном для игры.
Перед началом игры каждый из игроков бросал на игровое поле пять помеченных чёрных бобов (которые и дали название игре) и мог вступить в неё только в том случае, если лишь один боб из брошенных падал отметиной вверх. После этого он мог установить свою фишку в один из четырёх квадратов «специальной области», чтобы затем начать движение по часовой стрелке по клеткам игрового поля. Количество доступных ходов у каждого из участников определялось всё теми же бросками помеченных бобов: так, если только один боб выпадал меткой вверх, то игрок мог либо передвинуть на одну клетку по полю введённую в игру фишку, либо ввести в игру новую. Если метками вверх выпадало два или более бобов, он мог передвинуть фишку на соответствующее количество клеток, при этом если метками вверх падали все пять бобов, то фишку можно было передвинуть на десять клеток.
Прохождение каждого квадрата давало игроку очко, при этом каждый из игроков начинал игру с шестью очками. На поле также имелось 16 особых квадратов, прохождение через которые отнимало по два очка, и 8 помеченных полукругами квадратов, прохождение которых отнимало одно очко, но давало дополнительный ход. Целью игры являлось провести свою фишку по полному «кругу» поля, разместив её в квадрате, расположенном под тем квадратом, откуда начался путь этой фишки по игровому полю, причём сделать это быстрее, чем соперники, и сохранив большее число очков, чем они.
Существовало большое количество дополнительных правил и различных вариантов игры, различающихся в конкретных регионах.